# Der Senator war indiskret
Der Senator war indiskret ist eine US-amerikanische Filmkomödie aus dem Jahr 1947 von George S. Kaufman mit William Powell in der Titelrolle. Der Film wurde von Inter-John, Inc. produziert und basiert auf dem Fortsetzungsroman The Senator Was Indiscreet von Edwin Lanham, der vom 24. August bis zum 7. September 1946 im Magazin Collier’s Weekly erschien.

## Handlung
Senator Melvin Ashton kommt in New York an und steigt im Hotel Westbrook ab. Lew Gibson, sein neuer Pressesprecher, fragt ihn, ob er eine Aufnahme als Ehrenmitglied in einem Stamme der Cherokee annehme. Ashton, der insgeheim auf den Einzug ins Weiße Haus hofft, akzeptiert. Der Parteichef Houlihan steigt ebenfalls im Westbrook ab. Er will den inkompetenten Senator von seinen Präsidentschaftsplänen abbringen.
Lew, der mit der Journalistin Poppy  McNaughton liiert ist, wird in seinem Büro durch die Ankunft der attraktiven Valerie Shepherd abgelenkt. Am Abend hält Ashton eine langatmige Rede. Poppy trennt sich von Lew wegen dessen unermüdlichen Unterstützung für den unfähigen Senator. Als die Presse Schlagzeilen mit Ashtons Kandidatur herausbringt, versucht es Houlihan noch einmal. Ashton antwortet ihm, dass er in den 30 Jahren seiner politischen Karriere ein Tagebuch geführt habe, in denen alle politischen Aktivitäten seiner Partei aufgeführt seien, auch die nicht so ehrbaren.
Ashton beginnt eine Wahlkampftournee durch die USA, die ihn schon bald auf Platz 2 in den Umfragewerten bringt. Nach einer Veranstaltung im Madison Square Garden vermisst der Senator sein Tagebuch. Während Ashton den Hotelkellner Karl verdächtigt, glaubt Lew, dass Poppy das Tagebuch entwendet hat. Ashtons früherer Sekretär Robert Oakes wird im Nebenzimmer angetroffen. Er hat die Tagebuchhülle, schwört aber, dass jemand anderer das Buch gestohlen habe, bevor er es konnte. Lew erfährt, dass sein alter Freund Bill Fisher mit Valerie zusammen ist und Ashtons politischer Gegner in dessen Heimatstaat ist. Poppy derweil ist sich sicher, dass Valerie die Diebin ist, denn sie hat am Tag zuvor bei einem Buchhändler ein Buch in der gleichen Größe des Tagebuchs gekauft.
Am nächsten Morgen fordert Houlihan Ashton zum Parteiaustritt auf. Der finanziell gebeutelte Ashton will jedoch erst gehen, wenn man ihm als Ausgleich einen lukrativen Posten anbietet. Ihm wird versprochen, eine Sportmannschaft zu übernehmen, womit er doppelt so viel wie ein Präsident verdienen würde. Zur gleichen Zeit kann Poppy das Tagebuch aus Valeries Zimmer stehlen. Es wird ihr jedoch sofort von Lew abgenommen. Der erkennt endlich, wie unfähig und geldgierig Ashton wirklich ist und gibt das Buch Poppy wieder zurück. Nach Veröffentlichung des Tagebuchs sehen sich Ashton und seine verbliebenen Anhänger gezwungen, das Land zu verlassen. Ashton endet später als Häuptling auf einer Südseeinsel.

## Produktion

### Hintergrund
Gedreht wurde der Film von Mitte Juni bis Mitte August 1947 in New York (Park Avenue und Grand Central Station) sowie in den Universal-Studios in Universal City und in den Republic-Studios in North Hollywood.
Der Film war die einzige Regiearbeit des Autors George S. Kaufman. Er war so misstrauisch gegenüber den technischen Aspekten des Filmemachens, dass Co-Produzent Gene Fowler jr. die Verantwortung für die handwerklichen Teile des Regiejobs übernahm. In Interviews gab Fowler an, dass er Action und Cut kommandiert habe, während Kaufman nicht mal hingeschaut habe. Er bevorzugte es, mit seinen Ohren Regie zu führen, nicht mit den Augen.
Das Büro des Filmzensors Joseph Breen beanstandete im Mai 1947 den Film, da hier ein US-Senator in herabwürdigender und lächerlicher Weise dargestellt werde. Im Juni traf sich Breen persönlich mit Verantwortlichen von Universal, die den Verleih übernommen hatten. Sein Ziel war es, die Figur Ashton von einem US-Senator zu einem Gouverneur zu machen. Erst als PR-Direktor William Gordon versprach, das Drehbuch persönlich auf mögliche Probleme zu untersuchen, kam der Film durch die Zensur.

### Stab
Bernard Herzbrun und Boris Leven waren die Art Directors, Russell A. Gausman und Kenneth Swartz die Szenenbildner. Leslie I. Carey und Richard DeWeese waren für den Ton verantwortlich, Bud Westmore für das Make-up.

### Besetzung
In kleinen nicht im Abspann erwähnten Nebenrollen traten Tom Dugan, Franklyn Farnum, Myrna Loy, Harold Miller, Beatrice Roberts, Mike Stokey und Norma Varden auf.

## Veröffentlichung
Die Premiere des Films fand am 26. Dezember 1947 in New York statt. In der Bundesrepublik Deutschland wurde er am 17. März 1990 im deutschen Fernsehen ausgestrahlt.

## Kritiken
Das Lexikon des internationalen Films schrieb: „Hervorragend gespielte, humorvolle Satire auf korrupte und verantwortungslose Politik, die sich eines konkreten Bezugs jedoch enthält und nur manchmal wirklich treffsicher und bissig ist.“
Die Filmzeitschrift Cinema befand: „Bissig und William Powell in Topform.“
Bosley Crowther von der The New York Times befand, der Autor des ehrfurchtslosen Drehbuchs lasse es in kluger und lustiger Weise knallen und krachen. Regisseur Kaufman arbeite in der gleichen Weise.
Der Kritiker des TV Guide war der Meinung, dass der Film noch besser geworden wäre, hätte er seine Spitzen auf bestimmte Ziele gerichtet.

## Auszeichnungen
William Powell wurde 1947 mit dem New York Film Critics Circle Award als bester Hauptdarsteller ausgezeichnet. Er bekam den Preis für seine Leistungen in diesem Film und in Unser Leben mit Vater.